# Meirzhan Shermakhanbet
Meirzhan Shermakhanbet (26 giugno 1996) è un lottatore kazako, specializzato nella lotta greco romana.

## Palmarès
- Mondiali

Budapest 2018: bronzo nei 67 kg.
- Campionati asiatici

Xi'An 2019: argento nei 67 kg.
Ulaanbaatar 2022: oro nei 67 kg.